# Viitasaari (ö i Norra Savolax, Nordöstra Savolax)
Viitasaari är en ö i Finland. Den ligger i sjön Rikkavesi och i kommunen Kaavi i den ekonomiska regionen  Nordöstra Savolax ekonomiska region  och landskapet Norra Savolax, i den centrala delen av landet, 400 km nordost om huvudstaden Helsingfors. Öns area är 92,4 hektar och dess största längd är 1,8 kilometer i nord-sydlig riktning.